# How I'm Feeling Now (Lewis Capaldi)
How I'm Feeling Now è un singolo promozionale del cantante britannico Lewis Capaldi, pubblicato il 17 marzo 2023 come estratto dal secondo album in studio Broken by Desire to Be Heavenly Sent.

## Video musicale
Il video è stato pubblicato il 18 marzo 2023 sul canale YouTube.

## Tracce
1. How I'm Feeling Now – 3:47

1. ↑  (EN) How I'm Feeling Now, su British Phonographic Industry. URL consultato il 20 aprile 2024.